# Макаренко Володимир Миколайович
Володимир Миколайович Макаренко (нар. 26 липня 1943) — український художник-нонконформіст, іноземний член Національної академії мистецтв України (2009)

## Біографія
Народився в селі Новопушкарівка, Дніпропетровської області у 1943.
У 1963 р. закінчив навчання в Дніпропетровському художньому училищі, де навчався в майстерні Якова Петровича Калашника (1927—1969). Після того як Калашник перестав викладати в училищі і відкрив свою студію при Палаці студентів у парку імені Тараса Шевченка, Макаренко, Гуменюк, Фоменок, та Підгорний продовжували відвідувати приватну студію. За дипломну роботу «У блакитному краї», виконану в манері «геометричного реалізму», Макаренко був звинувачений у формалізмі, картина була знищена, а художник позбавлений можливості продовжувати навчання в Україні.
Після цього В. Макаренко переїхав до Ленінграду, де в 1963 поступив на монументальний факультет Вищої школи монументального мистецтва імені Мухіної. У Ленінграді познайомився та приватно навчався в студіях Натана Альтмана та Павла Кондратьєва.
Знайомиться з колегами по цеху — Шемякиним, Рухіним, Мішиним, Єсауленком, Багуріним, Янкілевським, Немухіним та Целковим. Закінчив навчання у 1969 та одержав диплом художника монументального розпису. Того ж року став членом неформальної організації художників-нонконформістів, відомої на Заході як «Петербурзька група».
У 1973 Макаренко вимушено переїхав до Таллінна, де він познайомится з естонськими художниками Винтом, Лапиним, Кормашовим та виставляє свої роботи у спільних групових виставках. У 1974 Макаренко разом з Гуменюком, Сазоновим і Стрельніковим бере участь у виставці українських художників-нонконформістів у Москві у квартирі Сичових. У 1976 відбулась перша персональна виставка Макаренка в Парижі в галереї «Hardy». Того ж року роботи Макаренка експонуються на одній з найвідоміших виставок художників-нонконформістів на Заході — «La Peinture russe contemporaine» в Палаці конгресу в Парижі. Живучи в Таллінні, Макаренко працював кочегаром, оскільки відмовився вступати в Спілку художників СРСР. Працював у маленькій майстерні, інколи одержував замовлення на ілюстрації до журналів та газет. Протягом 1973–1980 рр., кожного року подавав документи на виїзд до Франції, проте одержував весь час одну і ту ж відповідь, що «нема необіхдності».
Зрештою, у 1981 р. емігрує до Парижу. Прорвавшись на Захід, провів виставки в Парижі, Торонто, Вінніпезі, Стокгольмі, Метці, Чикаго, Нью-Йорку, Вашингтоні, Дортмунді, Бремені, Тулузі, Ліллі та Баден-Бадені. Співпрацює з галереями «Galerie Saint-Leger» (Франція), «Turm-Galerie-Bonn» (Німеччина), «Galerie Noordeinde» (Голландія), «Alla Rogers Gallery» та «Artfira Gallery» (США), «KUMF Gallery» (Канада). У 1987 одержав Срібну медаль міста Париж за мистецький доробок (Medaille d'Argent de la Ville de Paris pour la contribution au développement de l'Art de France).
Макаренко живе і працює в Парижі. Жан-Клод Маркаде в передмові до каталогу виставки Макаренка в Парижі у 1990 в «Modern Art Gallery» називає стиль Макаренка «орфізм», де головною формотворчою складовою є світло, а живопис Макаренка перетікає від безпредметного в предметне, а його композиції, що нагадують роботи Роберта та Соні Делоне. Галина Скляренко називає стиль Макаренка символічним романтизмом. Дмитро Горбачов характеризує творчісь Макаренка, як синтез традицій і модернізму. Проте сам автор називає свій стиль «метафізичним синтетизмом».